# Sclerotium
Sclerotium è un genere di funghi basidiomiceti. Comprende specie che costituiscono le forme imperfette di funghi del genere Typhula.

## Specie
- Sclerotium aesculi
- Sclerotium bullatum
- Sclerotium cacticola
- Sclerotium coffeicola
- Sclerotium complanatum
- Sclerotium costantinii
- Sclerotium delphinii
- Sclerotium denigrans
- Sclerotium durum
- Sclerotium fulvum
- Sclerotium hyacinthi
- Sclerotium hydrophilum
- Sclerotium medullare
- Sclerotium neglectum
- Sclerotium perniciosum
- Sclerotium pustula
- Sclerotium rhizodes
- Sclerotium roseum
- Sclerotium stercorarium
- Sclerotium tectum
- Sclerotium tuliparum
- Sclerotium wakkeri